# Sortie van de cavalerie vanaf een fort op een heuvel
Sortie van de cavalerie vanaf een fort op een heuvel is een schilderij van de Hollandse kunstschilder Philips Wouwerman, geschilderd in 1646, olieverf op doek, 139 × 190,5 centimeter groot. Het toont een fictieve militaire gevechtshandeling in een bergachtig landschap. Het werk bevindt zich sinds 1956 in de collectie van de National Gallery te Londen.

## Context
Wouwerman gold reeds bij leven, maar vooral ook in de achttiende eeuw als een van de populairste schilders uit de Gouden Eeuw. Hij maakte boven alles naam als paardenschilder en bracht dat onder andere tot uitdrukking in schilderijen van legerkampen en militaire schermutselingen, waar toentertijd veel vraag naar was, ook internationaal. De meeste van deze werken zijn gesitueerd in bergachtige, mediterraan aandoende omgevingen. Dat laatste is opvallend, aangezien hij behoudens een verblijf in Hamburg, waar hij trouwde, nooit in het buitenland heeft verbleven. Ook was hij nimmer getuige van oorlogshandelingen. Zijn belangrijkste inspiratiebronnen waren werken van collega-schilders die wel in het buitenland waren geweest, in het bijzonder italianisanten zoals Pieter van Laer, die ook een periode zijn leermeester was.

## Afbeelding
Sortie van de cavalerie vanaf een fort op een heuvel is een karakteristiek voorbeeld van Wouwermans militaire taferelen, geschilderd in korte en fijne penseelstreken, in een delicate toets die vooruitloopt op de rococo. Als gewoonlijk bij zijn gevechtsscènes  betreft het een geheel fictieve voorstelling, gebaseerd op afzonderlijke schetsen, uitgewerkt  in zijn atelier te Haarlem. Er is een heftige strijd gaande met soldaten te paard. Mensen worden onder de voet gelopen en slachtoffers liggen in het water. Rechts gaat een ruiter er triomfantelijk met een stuk gereten vaandel vandoor richting het belendende water, ook elders wapperen vlaggen. Links van het midden, hoog op een heuvel, is het fort te zien van waaruit de cavalerie ten strijde trekt.
Sortie van de cavalerie vanaf een fort op een heuvel is donkerder dan de meeste van zijn militaire taferelen, maar doorheen de donkerte en het wazige rookgordijn blijft de voorliefde van Wouwerman voor dramatiek en effect voortdurend zichtbaar, zowel in het strijdgewoel als in de brandende fortkastelen op de achtergrond. Via een doordachte compositie, zich via paden en boogbruggen omhoog bewegend, stuurt hij de blik van de kijker naar het fort op de heuvel. Kenmerkend is dat er in het strijdgewoel verder geen centrale handeling aanwijsbaar is. Los van de rode broek van een schietende cavalarist linksonder en een platgetreden tent, zijn er zijn er nauwelijks accenten aangebracht die de aandacht trekken, of het moet al het witte paard zijn, middenvooraan: een soort van handelsmerk dat op vrijwel al zijn werken terugkomt. Wouwerman etaleert ook hier nadrukkelijk zijn buitengewone vaardigheid als paardenschilder, op basis van een groot anatomisch inzicht, een kunde die hem onderscheidde van zijn tijdgenoten. Tegenwoordig wordt zijn werk vooral geroemd door de verwevenheid van uitheemse thematiek en typisch Hollandse sfeerelementen als de imposante wolkenlucht en de sombere tonaliteit.
Sortie van de cavalerie vanaf een fort op een heuvel is een van de grootste doeken die Wouwerman schilderde. Het is een van de weinige werken ook die hij signeerde.

## Vergelijkbare werken

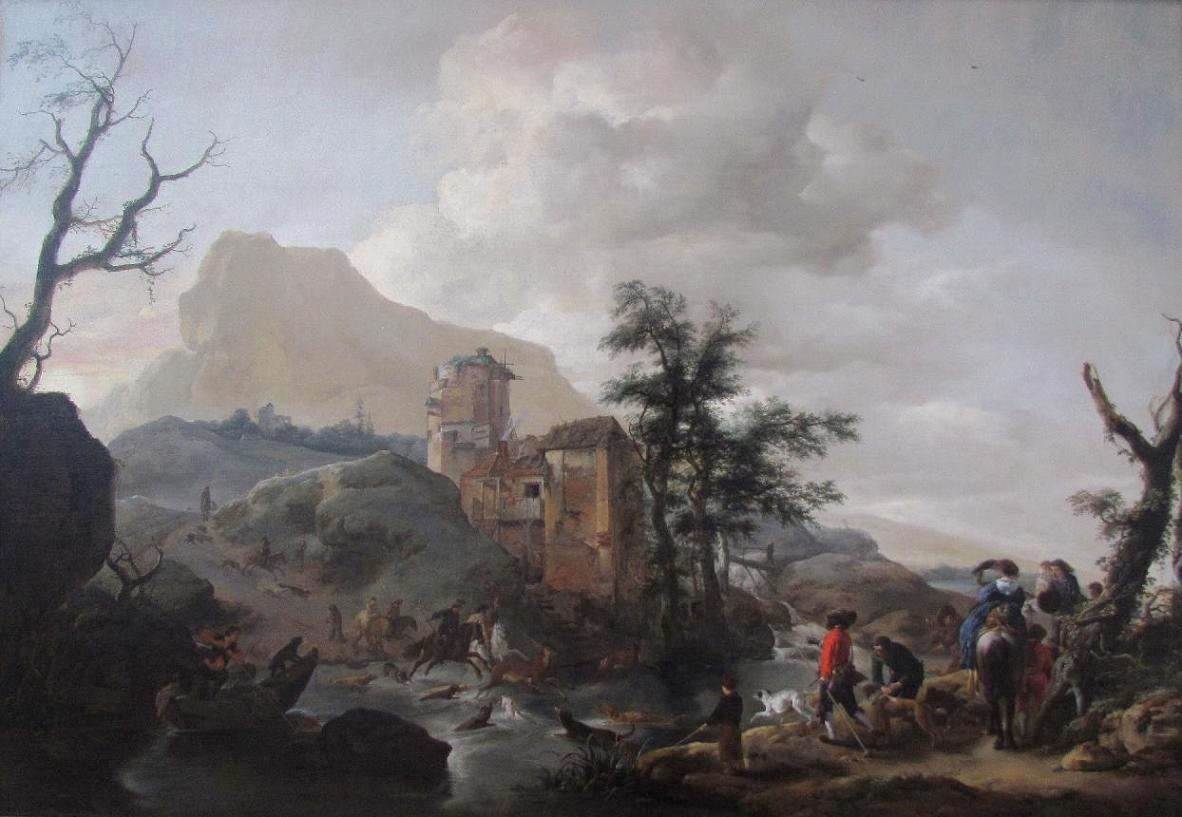
Hertenjacht bij een rivier', 1650-1660, vergelijkbaar landschap.
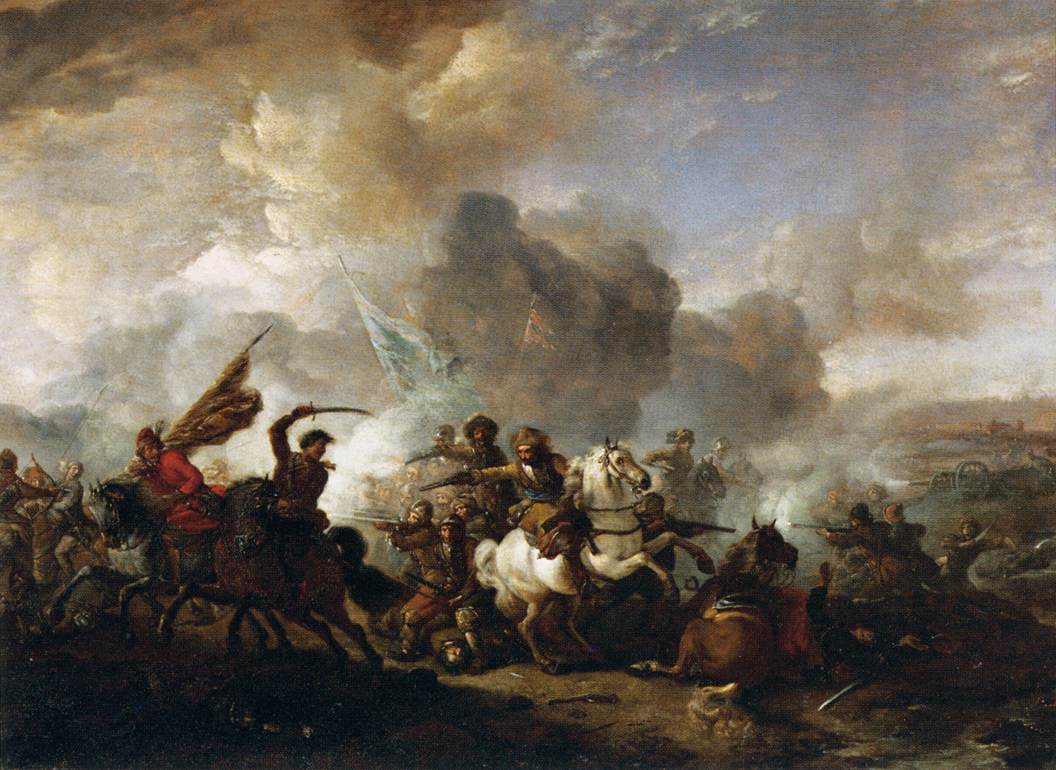
Cavaleriecharge tussen Oosterlingen en koninklijken, 1550-1560, Louvre.